# 石川京一
石川 京一（いしかわ きょういち、1918年〈大正7年〉5月2日 - 2002年〈平成14年〉2月5日）は、昭和から平成時代の政治家。神奈川県平塚市長。

## 経歴
平塚市出身。1936年（昭和11年）旧制厚木中学校卒業。
同年、中郡金田村役場に入り、1950年（昭和25年）助役。1956年（昭和31年）平塚市に合併後は農産課長となり、1964年（昭和39年）経済部長、1967年（昭和42年）企画部長、1971年（昭和46年）助役を経て、1979年（昭和54年）以来、平塚市長に4選した。1995年（平成7年）引退。

## 栄典
勲章等
- 1995年（平成7年） - 勲三等瑞宝章[1]